# Scotty Bowman
William Scott „Scotty“ Bowman (* 18. September 1933 in Montréal, Québec, Kanada) ist ein ehemaliger Eishockeyspieler, -trainer und General Manager. In der National Hockey League trainierte er die St. Louis Blues, Montréal Canadiens, Buffalo Sabres, Pittsburgh Penguins und Detroit Red Wings und gewann als Cheftrainer der Teams neun Mal den Stanley Cup. Weitere fünf Stanley Cups gewann er als Funktionär. Mit 1244 gewonnenen Spielen ist Bowman der siegreichste Trainer in der Geschichte der NHL. Zurzeit ist er als Berater bei den Chicago Blackhawks tätig.

## Karriere

### 1951–1971: Beginn bei den Junioren und erste Erfolge in der NHL
Scotty Bowman begann seine Karriere als Spieler 1951 bei den Montréal Junior Canadiens aus der kanadischen Juniorenliga QJHL und spielte für das Team drei Jahre lang, ehe eine Kopfverletzung seine aktive Laufbahn beendete.
Er wendete sich daraufhin der Tätigkeit als Trainer zu und wurde 1956 Assistenztrainer des Nachwuchs-Farmteam der Montréal Canadiens, den Ottawa Junior Canadiens. Nach einer Saison wurde Bowman zum Cheftrainer der von Manager Sam Pollock zusammengestellten Mannschaft ernannt und führte sie zum Gewinn des Memorial Cup im Frühjahr 1958. Nach diesem Erfolg wechselte er zu den TPT Petes in die kanadische Juniorenliga OHA. Gleich in seinem ersten Jahr gewann das Team die George Richardson Memorial Trophy als beste Mannschaft aus dem Osten von Kanada, scheiterten im Finale um den Memorial Cup aber an dem Meister des Westens, den Winnipeg Braves.
Bowman trainierte die Petes noch für weitere zwei Saisons, erreichte aber keine weiteren nennenswerten Erfolge. Im Sommer 1962 übernahm er erstmals ein Seniorenteam, als er Trainer der Hull-Ottawa Senators aus der EPHL wurde, sich drei Jahre zuvor mit Bowmans ehemaligen Team, den Ottawa Junior Canadiens, zusammengeschlossen hatten. Jedoch wurde die Liga 1963 aufgelöst und somit auch die Senators.
In der Saison 1963/64 trainierte er daraufhin kurzzeitig die Omaha Knights aus der CPHL, ehe er für den restlichen Verlauf der Spielzeit bei den Montréal Notre Dame de Grace Monarchs in QJHL tätig war. 1964 übernahm Bowman den Trainerposten bei den Montréal Junior Canadiens aus der Nachwuchsliga OHA und war dort zwei Jahre tätig.
1967 engagierten ihn die St. Louis Blues als Assistenztrainer, die als eins von insgesamt sechs neuen Teams in die NHL aufgenommen wurden. Doch Cheftrainer Lynn Patrick gab seinen Posten bereits nach 16 Spielen und nur vier Siegen auf und Bowman wurde sein Nachfolger. Unter seiner Führung konnten sich die Blues noch für die Playoffs qualifizieren und zogen dort bis ins Finale um den Stanley Cup ein, scheiterten dort jedoch an den Montréal Canadiens. Bowman übernahm im Sommer 1968 auch den Posten als General Manager von Patrick und St. Louis war in den folgenden zwei Jahren das dominierende Team der West Division und schloss die reguläre Saison in beiden Jahren mit deutlichen Vorsprung auf dem ersten Platz ab. Zudem erreichten sie in beiden Spielzeit erneut das Stanley-Cup-Finale, mussten sich aber beide Male geschlagen geben.
Im Herbst 1970 gab Bowman das Traineramt an Al Arbour ab, der kurz zuvor noch Mannschaftskapitän der Blues war und seine Karriere beendet hatte. Nachdem er die Mannschaft für 50 Spiele in der Saison 1970/71 trainiert hatte, kehrte Arbour aber nochmal zurück aufs Eis und Bowman übernahm wieder den Posten als Trainer. Nach der Saison kam es aber zu Meinungsverschiedenheiten zwischen ihm und den Teambesitzern, woraufhin Bowman die Blues verließ.

### 1971–1979: Die Dynastie der Montréal Canadiens
Nur wenig später wurde Bowman von den Montréal Canadiens als Trainer verpflichtet, die seit sieben Jahren von Sam Pollock als General Manager geführt wurden, der bereits bei den Ottawa Junior Canadiens mit Bowman zusammengearbeitet hatte. Gemeinsam integrierten sie in den folgenden Jahren junge Spieler, wie Guy Lafleur, Ken Dryden, Steve Shutt, Larry Robinson und Bob Gainey in die Mannschaft, die sich schnell zu wichtigen Stützen der Canadiens entwickelten und nach dem Ende ihrer Laufbahnen in die Hockey Hall of Fame aufgenommen wurden.
Gleich in Bowmans Premierensaison 1971/72 stellten die Canadiens den Franchiserekord von 46 Siegen ein, scheiterten aber schon in der ersten Runde der Playoffs. Der Rekord wurde aber im Jahr darauf mit 52 Erfolgen deutlich übertroffen und Montréal führte die Liga am Ende der regulären Saison deutlich an. Auch in den Playoffs setzten sie diesmal ihre guten Leistungen fort und gewannen nach erfolgreichen Serien gegen die Buffalo Sabres und die Philadelphia Flyers schließlich das Stanley-Cup-Finale gegen die Chicago Blackhawks.
Es folgten daraufhin zwei solide Saisons, jedoch war ein erneuter Titelgewinn aufgrund einer Erst- und einer Zweitrunden-Niederlage nicht möglich. Mit der Saison 1975/76 begannen die Canadiens aber ihre Dominanz in der NHL. Mit 58 Siegen stellte das Franchise einen neuen Ligarekord auf und beendete die reguläre Saison auf der Spitzenposition der Liga. Auch in den Playoffs zeigte die Mannschaft ihre Stärke und musste sich auf dem Weg zum Stanley-Cup-Sieg in nur einem von 13 Spielen geschlagen geben. 1976/77 verbesserten die von Bowman geführten Canadiens ihren Rekord aus dem Vorjahr auf 60 Siege innerhalb einer Saison, der für 19 Jahre Bestand haben sollte. Ohne größere Schwierigkeiten zog die Mannschaft wieder ins Stanley-Cup-Finale ein und siegte dort gegen die Boston Bruins ohne ein Spiel der Serie zu verlieren. Nach dem zweiten Stanley-Cup-Gewinn in Folge wurde Bowman zudem mit dem Jack Adams Award als bester Trainer der NHL ausgezeichnet.
Ihren Erfolg setzten die Montréal Canadiens in der Saison 1977/78 fort und waren erneut das beste Team am Ende der regulären Saison mit 16 Punkten Vorsprung auf die Boston Bruins. Nach Siegen in den ersten beiden Playoffrunden über die Detroit Red Wings und die Toronto Maple Leafs, standen die Canadiens wie schon im Vorjahr den Boston Bruins im Finale um den Stanley Cup gegenüber. Doch diesmal konnte Montréal die Serie nicht ohne Niederlage für sich entscheiden. Stattdessen stand es nach vier Spielen 2:2, aber die Canadiens gewannen die folgenden zwei Spiele der Serie und somit auch den Stanley Cup.
In der Saison 1978/79 schien die Dominanz des Franchise nachzulassen. Zwar belegten die Canadiens weiterhin unangefochten den ersten Rang in der Prince of Wales Conference, doch die New York Islanders aus der Clarence Campbell Conference lagen am Ende der regulären Saison auf der Spitzenposition der NHL mit einem Punkt Vorsprung auf Montréal. Auch in den Playoffs präsentierten sich die Canadiens etwas schwächer als in den vorangegangenen drei Spielzeiten. Wie schon in den zwei Jahren zuvor trafen die Canadiens erneut auf die Boston Bruins, diesmal aber schon im Halbfinale und es entwickelte sich eine sehr umkämpfte Serie. Montréal führte nach fünf Spielen zwar mit 3:2, doch Boston glich die Serie mit einem Sieg im sechsten Spiel noch einmal aus. Im entscheidenden siebten Spiel war nach 60 Minuten Spielzeit noch kein Sieger gefunden, nachdem Montréal durch Guy Lafleur erst innerhalb der letzten zwei Minuten der regulären Spielzeit zum 4:4 ausgleichen konnte. In der Verlängerung gewannen schließlich die Canadiens und besiegten im Stanley-Cup-Finale die New York Rangers um zum vierten Mal in Folge die Meistertrophäe zu gewinnen.
Die Teambesitzer der Canadiens versprachen Scotty Bowman zwar einige Jahre zuvor den Posten als General Manager, sollte Sam Pollock ihn aufgeben, engagierten aber Irving Grundman als dessen Nachfolger, woraufhin Bowman im Sommer 1979 von seinem Amt als Cheftrainer der Canadiens zurücktrat.

### 1979–1990: Erfolglose Jahre in Buffalo und Engagement im Fernsehen
Bowman ging daraufhin zu den Buffalo Sabres, die ihn vor der Saison 1979/80 als Trainer und General Manager verpflichteten. Er führte die Sabres in der regulären Saison auf den ersten Platz der Prince of Wales Conference vor den Montréal Canadiens und erreichte in den Playoffs das Halbfinale, wo sie aber den New York Islanders unterlagen. Nach der Saison gab Bowman den Posten als Cheftrainer an Roger Neilson ab, der aber nach nur einem Jahr zu den Vancouver Canucks wechselte. Als Nachfolger wurde zuerst Bowmans ehemaliger Assistenztrainer Jim Roberts eingesetzt, ehe er selbst wieder das Traineramt 1982 übernahm. In den folgenden drei Jahren zeigten die Sabres gute Leistungen, auch wenn sie Bowman nicht an der Spitze der Liga etablieren konnte und sie in den Playoffs nicht über die zweite Runde hinaus kamen.
Im Sommer 1985 ernannte Bowman Jim Schoenfeld als Cheftrainer, doch als die Sabres nur 19 von 43 Spielen gewonnen hatten und die Qualifikation für die Playoffs gefährdet war, übernahm Bowman wieder das Traineramt. Im restlichen Verlauf der Saison gelang es ihm aber nicht die Sabres auf einen Playoffplatz zu führen. Es was das einzige Mal in der NHL-Karriere von Scotty Bowman, dass sich eines seiner Teams nicht für die Playoffs qualifizieren konnte. Zu Beginn der Saison 1986/87 war er weiterhin als Trainer der Sabres tätig, doch nachdem sie nur drei der ersten zwölf Saisonspiele gewonnen hatten, trat er von seinen Ämtern als Trainer und General Manager zurück.
1987 engagierte ihn der kanadische Fernsehsender CBC als Analyst für Hockey Night in Canada.

### 1990–2002: Weitere Stanley Cups mit Pittsburgh und Detroit
Nach über drei Jahren kehrte Bowman 1990 wieder ins Eishockeygeschäft zurück und wurde bei den Pittsburgh Penguins Director of Player Development. Auf diesem Posten überblickte er vor allem die Entwicklung der Spieler innerhalb der Organisation. Im Sommer 1991 gewannen die Penguins ihren ersten Stanley Cup und Bowman wurde wenig später für seine Leistungen als Trainer in die Hockey Hall of Fame aufgenommen. Nachdem bei Pittsburghs Trainer Bob Johnson kurz nach dem Stanley-Cup-Triumph ein Hirntumor festgestellt wurde, übernahm Bowman das Amt als Trainer und führte die Mannschaft in der Saison 1991/92 zur erfolgreichen Titelverteidigung. In der folgenden Spielzeit stellte Bowman mit 56 Siegen einen neuen Franchiserekord für die Penguins auf und mit 17 Siegen in Folge einen neuen NHL-Rekord, in den Playoffs scheiterten sie aber schon in der zweiten Runde an den New York Islanders.
Im Sommer 1993 verpflichteten ihn die Detroit Red Wings als Cheftrainer und Bowman führte die Mannschaft direkt bis an die Spitze der Western Conference, mussten aber als klarer Favorit eine überraschende Erstrunden-Niederlage in den Playoffs gegen die San Jose Sharks hinnehmen.
Bowman stellte in den folgenden Jahren mit Spielern, wie Nicklas Lidström, Larry Murphy, Steve Yzerman, Brendan Shanahan sowie den Russian Five um Sergei Fjodorow und Wjatscheslaw Fetissow eine gute Mischung aus nordamerikanischen und europäischen Spielern auf, die zum Erfolg führen sollte. Zudem war Bowman mitverantwortlich, dass der bis dahin fast ausschließlich offensiv spielende Mannschaftskapitän Steve Yzerman sein Spiel deutlich defensiver ausrichtete.
1995 führte Bowman die Detroit Red Wings zur ersten Finalteilnahme um den Stanley Cup seit 29 Jahren, wo sie jedoch gegen die New Jersey Devils in vier Spielen verloren. Einen weiteren Schritt zum großen Erfolg machten die Red Wings in der Saison 1995/96, als sie 62 Siege während der regulären Saison feierten uns somit den 19 Jahre alten Rekord der damals von Bowman betreuten Canadiens übertrafen. Jedoch scheiterten sie im Finale der Western Conference an der Colorado Avalanche. Nach dem trotzdem recht erfolgreichen Jahr erhielt Bowman zum zweiten Mal in seiner Karriere den Jack Adams Award als bester Trainer der NHL.
Während der regulären Saison 1996/97 konnten die Red Wings aber nicht an die Leistungen des Vorjahres anknüpfen und gewannen nur 38 der 82 Saisonspiele. In den Playoffs fand die Mannschaft aber wieder zurück zur alten Form und zog erneut ins Conference-Finale gegen Colorado ein, wo sie diesmal siegreich waren. Im Finale schlugen sie schließlich die Philadelphia Flyers und die Red Wings gewannen somit zum ersten Mal seit 42 Jahren den Stanley Cup. Im Jahr darauf gelang Bowman und den Red Wings die erfolgreiche Titelverteidigung.
Obwohl Detroit bedingt durch die Erfolge in den folgenden Jahren zu den favorisierten Mannschaften gehörten und in der regulären Saison auch immer mit an der Spitze der NHL lagen, kam das Team in drei aufeinanderfolgenden Spielzeiten nicht über die zweite Playoff-Runde hinaus.
2001/02 erreichten die Red Wings zum ersten Mal seit sechs Jahren die Marke von 50 Siegen innerhalb einer Saison und führten die Liga deutlich mit 15 Punkten Vorsprung vor den Boston Bruins an. In den Playoffs wurde die Mannschaft diesmal auch ihrer Favoritenrolle gerecht. Nach Siegen über Vancouver, St. Louis und Colorado, trafen die Red Wings im Finale auf die Carolina Hurricanes. Das erste Spiel der Finalserie entschieden zwar die Hurricanes für sich, doch Detroit ließ keine weitere Niederlage zu und gewann nach fünf Spielen den Stanley Cup. Während der Feierlichkeiten auf dem Eis nach dem fünften Spiel der Serie gab Bowman offiziell das Ende seiner Trainerkarriere bekannt.

### Seit 2002: Engagement nach der Trainerkarriere
Scotty Bowman blieb der Organisation der Detroit Red Wings aber weiterhin als Berater erhalten. Auf dieser Position arbeitete er auch eng mit Trainer Mike Babcock zusammen, der die Mannschaft 2008 zu einem weiteren Stanley-Cup-Sieg führte und Bowman zu seinem insgesamt elften Stanley-Cup-Ring verhalf.
Im Herbst 2007 wurde Bowman der Posten als Präsident der Toronto Maple Leafs angeboten, woran Bowman auch interessiert war, doch der Vorsitzende der Betreibergesellschaft der Maple Leafs lehnte ihn in diesem Amt ab. Im Juli 2008 schloss sich Bowman als Berater den Chicago Blackhawks an, bei denen sein Sohn, Stan Bowman, mittlerweile als General Manager tätig ist. Gemeinsam konnten sie 2010 den ersten Stanley-Cup-Sieg des Teams seit 49 Jahren feiern, woraufhin noch zwei weitere Meisterschaften in den Jahren 2013 und 2015 folgten.
Außerdem ist Bowman zurzeit Mitglied des Komitee der Hockey Hall of Fame, das jedes Jahr die Neuzugänge in der Ruhmeshalle des Eishockeysports bestimmt.

## Erfolge und Auszeichnungen

### Als Trainer
- 1958 Memorial-Cup-Sieger mit den Ottawa Junior Canadiens
- 1959 George-Richardson-Memorial-Trophy-Sieger mit den TPT Petes
- 1973 Stanley-Cup-Sieger mit den Montréal Canadiens
- 1976 Stanley-Cup-Sieger mit den Montréal Canadiens
- 1977 Stanley-Cup-Sieger mit den Montréal Canadiens
- 1977 Jack Adams Award
- 1978 Stanley-Cup-Sieger mit den Montréal Canadiens
- 1979 Stanley-Cup-Sieger mit den Montréal Canadiens
- 1992 Stanley-Cup-Sieger mit den Pittsburgh Penguins
- 1996 Jack Adams Award
- 1997 Stanley-Cup-Sieger mit den Detroit Red Wings
- 1998 Stanley-Cup-Sieger mit den Detroit Red Wings
- 2002 Stanley-Cup-Sieger mit den Detroit Red Wings

### Als Funktionär
- 1991 Stanley-Cup-Sieger mit den Pittsburgh Penguins (als Director of Player Development)
- 2008 Stanley-Cup-Sieger mit den Detroit Red Wings (als Berater)
- 2010 Stanley-Cup-Sieger mit den Chicago Blackhawks (als Berater)
- 2013 Stanley-Cup-Sieger mit den Chicago Blackhawks (als Berater)
- 2015 Stanley-Cup-Sieger mit den Chicago Blackhawks (als Berater)

## Karrierestatistik

### Als Trainer
|             |                                       |              |                                          | Reguläre Saison                          | Reguläre Saison                          | Reguläre Saison                          | Reguläre Saison                          | Reguläre Saison                          | Reguläre Saison                          | Reguläre Saison                          |                                          | Playoffs                                 | Playoffs                                 | Playoffs                                 | Playoffs |
| Saison      | Team                                  | Liga         | GC                                       | W                                        | L                                        | T                                        | OTL                                      | Pts                                      | Win %                                    | GC                                       | W                                        | L                                        | Resultat                                 |                                          |          |
| ----------- | ------------------------------------- | ------------ | ---------------------------------------- | ---------------------------------------- | ---------------------------------------- | ---------------------------------------- | ---------------------------------------- | ---------------------------------------- | ---------------------------------------- | ---------------------------------------- | ---------------------------------------- | ---------------------------------------- | ---------------------------------------- | ---------------------------------------- | -------- |
| 1956–1957   | Ottawa Junior Canadiens               | –            | Assistenztrainer unter Sam Pollock       | Assistenztrainer unter Sam Pollock       | Assistenztrainer unter Sam Pollock       | Assistenztrainer unter Sam Pollock       | Assistenztrainer unter Sam Pollock       | Assistenztrainer unter Sam Pollock       | Assistenztrainer unter Sam Pollock       | Assistenztrainer unter Sam Pollock       | Assistenztrainer unter Sam Pollock       | Assistenztrainer unter Sam Pollock       | Assistenztrainer unter Sam Pollock       | Assistenztrainer unter Sam Pollock       |          |
| 1957–1958   | Ottawa Junior Canadiens               | –            | 36                                       | 15                                       | 20                                       | 1                                        | –                                        | 31                                       | .431                                     |                                          |                                          |                                          | Memorial Cup                             |                                          |          |
| 1958–1959   | TPT Petes                             | OHA          | 54                                       | 29                                       | 20                                       | 5                                        | –                                        | 63                                       | .583                                     | 3                                        | 3                                        | 0                                        | J. Ross Robertson Cup                    |                                          |          |
| 1959–1960   | TPT Petes                             | OHA          | 48                                       | 22                                       | 23                                       | 3                                        | –                                        | 47                                       | .490                                     | 2                                        | 1                                        | 1                                        | Semifinale                               |                                          |          |
| 1960–1961   | TPT Petes                             | OHA          | 48                                       | 16                                       | 24                                       | 8                                        | –                                        | 40                                       | .417                                     | 1                                        | 0                                        | 1                                        | Viertelfinale                            |                                          |          |
| 1961–1962   | ohne Vertrag                          | ohne Vertrag | –                                        | –                                        | –                                        | –                                        | –                                        | –                                        | –                                        | –                                        | –                                        | –                                        | –                                        |                                          |          |
| 1962–1963   | Omaha Knights                         | EPHL         | 8                                        | 8                                        | 0                                        | 0                                        | –                                        | 16                                       | 1.000                                    | –                                        | –                                        | –                                        | –                                        |                                          |          |
|             | Montréal Notre Dame de Grace Monarchs | QJHL         |                                          |                                          |                                          |                                          |                                          |                                          |                                          |                                          |                                          |                                          |                                          |                                          |          |
| 1964–1965   | Montréal Junior Canadiens             | OHA          | 56                                       | 20                                       | 28                                       | 8                                        | –                                        | 48                                       | 0.429                                    | 1                                        | 0                                        | 1                                        | Viertelfinale                            |                                          |          |
| 1965–1966   | Montréal Junior Canadiens             | OHA          | 48                                       | 24                                       | 15                                       | 9                                        | –                                        | 57                                       | 0.594                                    | 2                                        | 1                                        | 1                                        | Semifinale                               |                                          |          |
| 1966–1967   | ohne Vertrag                          | ohne Vertrag | –                                        | –                                        | –                                        | –                                        | –                                        | –                                        | –                                        | –                                        | –                                        | –                                        | –                                        |                                          |          |
| 1967–1968   | St. Louis Blues                       | NHL          | Assistenztrainer unter Lynn Patrick      | Assistenztrainer unter Lynn Patrick      | Assistenztrainer unter Lynn Patrick      | Assistenztrainer unter Lynn Patrick      | Assistenztrainer unter Lynn Patrick      | Assistenztrainer unter Lynn Patrick      | Assistenztrainer unter Lynn Patrick      | Assistenztrainer unter Lynn Patrick      | Assistenztrainer unter Lynn Patrick      | Assistenztrainer unter Lynn Patrick      | Assistenztrainer unter Lynn Patrick      | Assistenztrainer unter Lynn Patrick      |          |
|             | St. Louis Blues                       | NHL          | 58                                       | 23                                       | 21                                       | 14                                       | –                                        | 60                                       | 0.517                                    | 18                                       | 8                                        | 10                                       | Stanley-Cup-Finale                       |                                          |          |
| 1968–1969   | St. Louis Blues                       | NHL          | 76                                       | 37                                       | 25                                       | 14                                       | –                                        | 88                                       | 0.579                                    | 12                                       | 8                                        | 4                                        | Stanley-Cup-Finale                       |                                          |          |
| 1969–1970   | St. Louis Blues                       | NHL          | 76                                       | 37                                       | 27                                       | 12                                       | –                                        | 86                                       | 0.566                                    | 16                                       | 8                                        | 8                                        | Stanley-Cup-Finale                       |                                          |          |
| 1970–1971   | St. Louis Blues                       | NHL          | 28                                       | 13                                       | 10                                       | 5                                        | –                                        | 31                                       | 0.554                                    | 6                                        | 2                                        | 4                                        | Viertelfinale                            |                                          |          |
| 1971–1972   | Montréal Canadiens                    | NHL          | 78                                       | 46                                       | 16                                       | 16                                       | –                                        | 108                                      | 0.692                                    | 6                                        | 2                                        | 4                                        | Viertelfinale                            |                                          |          |
| 1972–1973   | Montréal Canadiens                    | NHL          | 78                                       | 52                                       | 10                                       | 16                                       | –                                        | 120                                      | 0.769                                    | 17                                       | 12                                       | 5                                        | Stanley Cup                              |                                          |          |
| 1973–1974   | Montréal Canadiens                    | NHL          | 78                                       | 45                                       | 24                                       | 9                                        | –                                        | 99                                       | 0.635                                    | 6                                        | 2                                        | 4                                        | Viertelfinale                            |                                          |          |
| 1974–1975   | Montréal Canadiens                    | NHL          | 80                                       | 47                                       | 14                                       | 19                                       | –                                        | 113                                      | 0.706                                    | 11                                       | 6                                        | 5                                        | Semifinale                               |                                          |          |
| 1975–1976   | Montréal Canadiens                    | NHL          | 80                                       | 58                                       | 11                                       | 11                                       | –                                        | 127                                      | 0.794                                    | 13                                       | 12                                       | 1                                        | Stanley Cup                              |                                          |          |
| 1976–1977   | Montréal Canadiens                    | NHL          | 80                                       | 60                                       | 8                                        | 12                                       | –                                        | 132                                      | 0.825                                    | 14                                       | 12                                       | 2                                        | Stanley Cup                              |                                          |          |
| 1977–1978   | Montréal Canadiens                    | NHL          | 80                                       | 59                                       | 10                                       | 11                                       | –                                        | 129                                      | 0.806                                    | 15                                       | 12                                       | 3                                        | Stanley Cup                              |                                          |          |
| 1978–1979   | Montréal Canadiens                    | NHL          | 80                                       | 52                                       | 17                                       | 11                                       | –                                        | 115                                      | 0.719                                    | 16                                       | 12                                       | 4                                        | Stanley Cup                              |                                          |          |
| 1979–1980   | Buffalo Sabres                        | NHL          | 80                                       | 47                                       | 17                                       | 16                                       | –                                        | 110                                      | 0.688                                    | 13                                       | 8                                        | 4                                        | Semifinale                               |                                          |          |
| 1980–1981   | Buffalo Sabres                        | NHL          | tätig als General Manager                | tätig als General Manager                | tätig als General Manager                | tätig als General Manager                | tätig als General Manager                | tätig als General Manager                | tätig als General Manager                | tätig als General Manager                | tätig als General Manager                | tätig als General Manager                | tätig als General Manager                | tätig als General Manager                |          |
| 1981–1982   | Buffalo Sabres                        | NHL          | 35                                       | 18                                       | 10                                       | 7                                        | –                                        | 43                                       | 0.614                                    | 4                                        | 1                                        | 3                                        | Division Semifinale                      |                                          |          |
| 1982–1983   | Buffalo Sabres                        | NHL          | 80                                       | 38                                       | 29                                       | 13                                       | –                                        | 89                                       | 0.556                                    | 10                                       | 6                                        | 4                                        | Division Finale                          |                                          |          |
| 1983–1984   | Buffalo Sabres                        | NHL          | 80                                       | 48                                       | 25                                       | 7                                        | –                                        | 103                                      | 0.644                                    | 3                                        | 0                                        | 3                                        | Division Semifinale                      |                                          |          |
| 1984–1985   | Buffalo Sabres                        | NHL          | 80                                       | 38                                       | 28                                       | 14                                       | –                                        | 90                                       | 0.562                                    | 5                                        | 2                                        | 3                                        | Division Semifinale                      |                                          |          |
| 1985–1986   | Buffalo Sabres                        | NHL          | 37                                       | 18                                       | 18                                       | 1                                        | –                                        | 37                                       | 0.500                                    | –                                        | –                                        | –                                        | –                                        |                                          |          |
| 1986–1987   | Buffalo Sabres                        | NHL          | 12                                       | 3                                        | 7                                        | 2                                        | –                                        | 8                                        | 0.333                                    | –                                        | –                                        | –                                        | –                                        |                                          |          |
| 1987–1988   | ohne Vertrag                          | ohne Vertrag | –                                        | –                                        | –                                        | –                                        | –                                        | –                                        | –                                        | –                                        | –                                        | –                                        | –                                        |                                          |          |
| 1988–1989   | ohne Vertrag                          | ohne Vertrag | –                                        | –                                        | –                                        | –                                        | –                                        | –                                        | –                                        | –                                        | –                                        | –                                        | –                                        |                                          |          |
| 1989–1990   | ohne Vertrag                          | ohne Vertrag | –                                        | –                                        | –                                        | –                                        | –                                        | –                                        | –                                        | –                                        | –                                        | –                                        | –                                        |                                          |          |
| 1990–1991   | Pittsburgh Penguins                   | NHL          | tätig als Director of Player Development | tätig als Director of Player Development | tätig als Director of Player Development | tätig als Director of Player Development | tätig als Director of Player Development | tätig als Director of Player Development | tätig als Director of Player Development | tätig als Director of Player Development | tätig als Director of Player Development | tätig als Director of Player Development | tätig als Director of Player Development | tätig als Director of Player Development |          |
| 1991–1992   | Pittsburgh Penguins                   | NHL          | 80                                       | 39                                       | 32                                       | 9                                        | –                                        | 87                                       | 0.544                                    | 21                                       | 16                                       | 5                                        | Stanley Cup                              |                                          |          |
| 1992–1993   | Pittsburgh Penguins                   | NHL          | 84                                       | 56                                       | 21                                       | 7                                        | –                                        | 119                                      | 0.708                                    | 12                                       | 7                                        | 5                                        | Division Finale                          |                                          |          |
| 1993–1994   | Detroit Red Wings                     | NHL          | 84                                       | 46                                       | 30                                       | 8                                        | –                                        | 100                                      | 0.595                                    | 7                                        | 3                                        | 4                                        | Conference Viertelfinale                 |                                          |          |
| 1994–1995   | Detroit Red Wings                     | NHL          | 48                                       | 33                                       | 11                                       | 4                                        | –                                        | 70                                       | 0.729                                    | 18                                       | 12                                       | 6                                        | Stanley-Cup-Finale                       |                                          |          |
| 1995–1996   | Detroit Red Wings                     | NHL          | 82                                       | 62                                       | 13                                       | 7                                        | –                                        | 131                                      | 0.799                                    | 19                                       | 10                                       | 9                                        | Conference-Finale                        |                                          |          |
| 1996–1997   | Detroit Red Wings                     | NHL          | 82                                       | 38                                       | 26                                       | 18                                       | –                                        | 94                                       | 0.573                                    | 20                                       | 16                                       | 4                                        | Stanley Cup                              |                                          |          |
| 1997–1998   | Detroit Red Wings                     | NHL          | 82                                       | 44                                       | 23                                       | 15                                       | –                                        | 103                                      | 0.628                                    | 22                                       | 16                                       | 6                                        | Stanley Cup                              |                                          |          |
| 1998–1999   | Detroit Red Wings                     | NHL          | 77                                       | 39                                       | 31                                       | 7                                        | –                                        | 85                                       | 0.551                                    | 10                                       | 6                                        | 4                                        | Conference Semifinale                    |                                          |          |
| 1999–00     | Detroit Red Wings                     | NHL          | 82                                       | 48                                       | 22                                       | 10                                       | 2                                        | 108                                      | 0.659                                    | 9                                        | 5                                        | 4                                        | Conference Semifinale                    |                                          |          |
| 2000–2001   | Detroit Red Wings                     | NHL          | 82                                       | 49                                       | 20                                       | 9                                        | 4                                        | 111                                      | 0.677                                    | 6                                        | 2                                        | 4                                        | Conference Viertelfinale                 |                                          |          |
| 2001–2002   | Detroit Red Wings                     | NHL          | 82                                       | 51                                       | 17                                       | 10                                       | 4                                        | 116                                      | 0.707                                    | 23                                       | 16                                       | 7                                        | Stanley Cup                              |                                          |          |
| OHA gesamt  | OHA gesamt                            | OHA gesamt   | 254                                      | 111                                      | 110                                      | 33                                       | –                                        | 255                                      | 0.502                                    | 9                                        | 5                                        | 4                                        | 5 Teilnahmen                             |                                          |          |
| EPHL gesamt | EPHL gesamt                           | EPHL gesamt  | 8                                        | 8                                        | 0                                        | 0                                        | –                                        | 16                                       | 1.000                                    | 0                                        | 0                                        | 0                                        | 0 Teilnahmen                             |                                          |          |
| NHL gesamt  | NHL gesamt                            | NHL gesamt   | 2141                                     | 1244                                     | 584                                      | 303                                      | 10                                       | 2791                                     | 0.652                                    | 352                                      | 222                                      | 130                                      | 28 Teilnahmen                            |                                          |          |